# Archaeotinodes tenuis
Archaeotinodes tenuis is een fossiele soort schietmot uit de familie Ecnomidae.